# Боремщина
Боремщина (укр. Боре́мщина) — село в Любомльской городской общине Ковельского района Волынской области Украины.
До 2020 года входило в Любомльский район.
Код КОАТУУ — 0723383702. Население по переписи 2001 года составляет 62 человека. Почтовый индекс — 44342. Телефонный код — 3377. Занимает площадь 0,68 км².